# Мацей Ґурський
Мацей Ґурський (пол. Maciej Górski; нар. 1 березня 1990, Варшава, Польща) — польський футболіст, нападник клубу «Ягеллонія», який на правах оренди виступає в клубі «Хойнічанка».

## Клубна кар'єра

### Молоді роки
На молодіжному рівні виступав у клубах «Мазовше» (Метне), «Агрикола» (Варшава), КС Пясечно та «Аміка» (Вронкі).

### «Легія» (Варшава)
У 2008 році перейшов з «Аміки» (Вронкі) до «Легії». Перші два роки свого перебування в столичному клубі виступав за другу команду, а в січні 2010 року був переведений до головної команди.

### Оренда в «Стільон»
Влітку 2010 року був відданий «Легією» до клубу «Стільон» (Гожув-Великопольський). У складі нового клубу в польському чемпіонаті дебютував 29 серпня 2010 року в пережному (2:1) поєдинку проти «Термаліки». Проте в тому поєдинку Мацей травмувався й на 25-й хвилині його замінив Адам Банасяк. Протягом оренди зіграв 18 матчів та відзначився 2-а голами. Першим голом відзначився на 74-й хвилині програного (1:2) поєдинку проти «Гурника» (Ленчна), а другим — на 17-й хвилині програного (2:3) поєдинку проти МКС (Ключборк).

### «Арка» (Гдиня)
Влітку 2012 року як вільний агент перейшов до «Арки» (Гдиня). Дебютував у футболці клубу з Гдині 4 серпня 2012 року в переможному (2:0) матчі з Вартою (Познань). Горський вийшов на поле в стартовому складі, а на 89-й хвилині його замінив Даріуш Формелла. У клубі провів трохи менше року, виступав виключно в національному чемпіонаті, за цей час провів 10 поєдинків, але не відзначився жодним голом.

### «Сандеція»
У березні 2013 року Мацей був проданий у «Сандецію». У новій команді дебютував 9 березня 2013 року в програному (1:3) поєдинку чемпіонату проти «Завіші» (Бидгощ). Він вийшов на поле на 54-й хвилині, замінивши автора забитого м'яча Пьотра Гєля. в команді провів трохи менше року, відзначився 2-а голами в 34 матчах. Першим з цих двох голів відзначився 30 березня 2013 року у переможному (3:0) матчі проти «Полонії» (Битом). Його гол став третім у поєдинку (80 хвилина), при чому Мацей провів на полі лише 10 хвилин, після того як замінив Патрика Тишинського.

### «Зніч» (Прушкув)
У липні 2014 року Ґурського було знову продано, цього разу до клубу «Зніч» (Прушкув). У футболці нової команди дебютував 2 серпня 2014 року в перемодному (3:0) поєдинку чемпіонату проти клубу «Надвіслянська Гора». У складі команди одразу ж відзначився голом, уже на 6-й хвилині цього поєдинку. У «Знічі» провів близького року, відзначився 15-а голами в 33-х поєдинках.

### «Хробри»
У липні 2015 року приєднався до «Хробри». У складі команди дебютував 1 серпня 2015 року в переможному (2:0) матчі чемпіонату проти МКС (Ключборк), відзначившись обома голами (на 62-й та 90-й хвилинах відповідно). У складі клубу з Глогова провів близько року, відзначився 15-а голами в 28-и матча, цей сезон став для гравця найвдалішим у кар'єрі. 21 листопада 2015 року відзначився першим хет-триком у професіональній кар'єрі (17, 76 та 80-і хвилини поєдинку), знову в воротах «Ключборка». 

### «Ягеллонія»
Завдяки своїй результативності на Ґурського звернула увагу «Ягеллонія», яка в липні 2016 року підписала з Мацеєм контракт як з вільним агентом. Дебютував у футболці клубу з Білостоку 16 липня 2016 року в нічийному (1:1) поєдинку проти варшавської «Легії», замінивши Кароля Мацкевича. У складі клубу зіграв лише 10 матчів та відзначився 1 голом, 23 липня 2017 року на 17-й хвилині переможного (4:1) поєдинку проти «Руху» (Хожув).

### Оренда в «Корону» (Кельце)
У січні 2017 року був орендований «Короною» (Кельце). У 25 матчах за клуб з Кельців відзначився 3-ма голами. Дебютував у польському чемпіонаті за «Корону» 11 лютого 2017 року в програному (0:2) поєдинку проти краківської «Вісли», замінивши на 80-й хвилині Набіла Анкура. А дебютним голом у новій команді відзначився трох менше ніж за місяць після цього, на 86-й хвилині переможного (3:0) виїзного поєдинку проти «Краковії», за дев'ять хвилин після виходну на поле замість Іліяна Міцанського.

### Оренда в «Хойнічанку»
У січні 2018 року був орендований «Хойнічанкою». Дебютував у футболці клубу з Хойніці 10 березня 2018 року в нічийному (0:0) виїзному поєдинку 1-о туру Першої ліги проти «Подбескідзе». Мацей вийшов на поле на 63-й хвилині, замінивши Себастьяна Стеблецького.